# Danielis

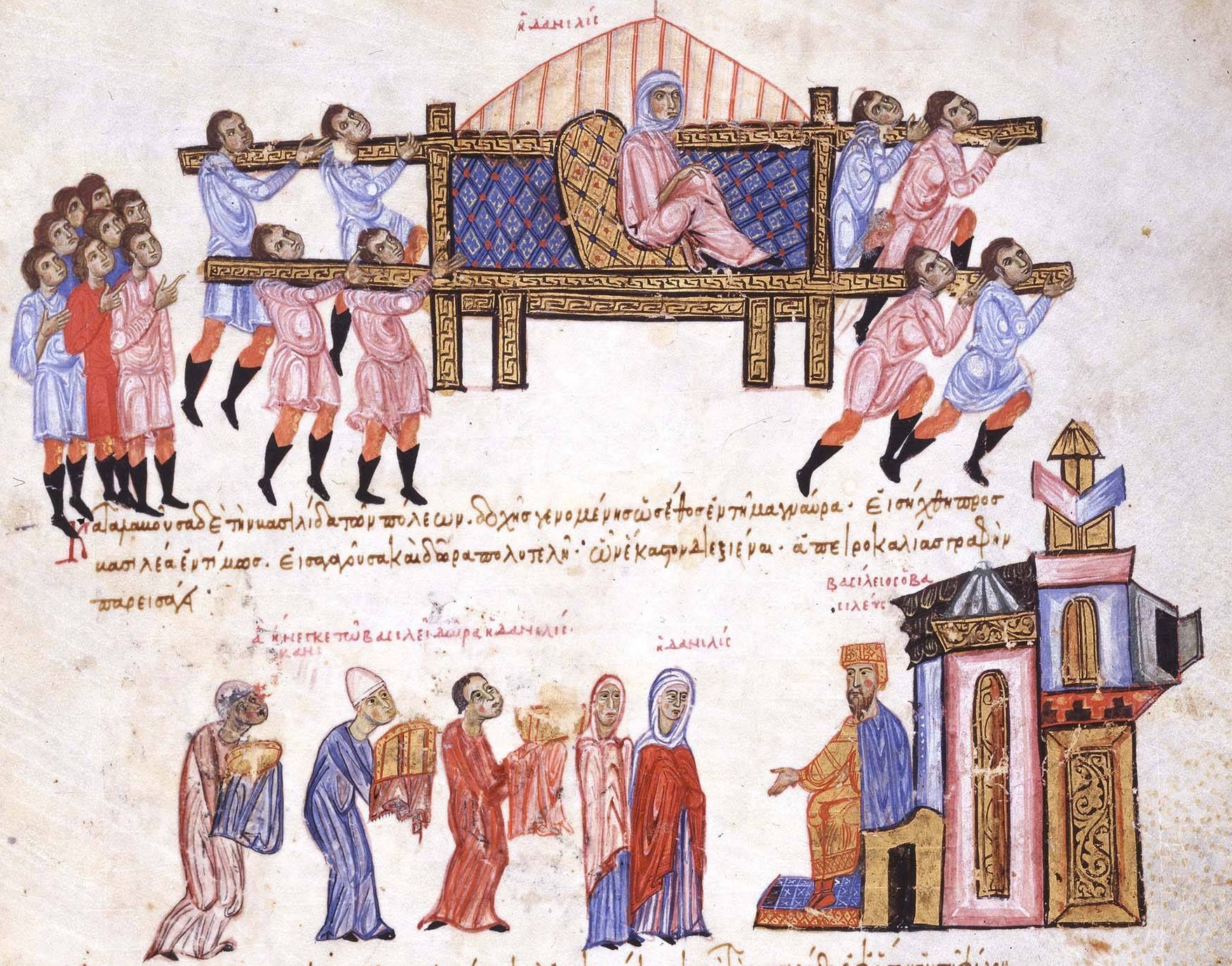
Auf einer nacheinander von 300 Jünglingen getragenen Sänfte besucht Danielis den nun alleinigen Kaiser von Byzanz. Basilios verlieh ihr den Titel „Mutter des Kaisers“. Danielis beschenkte Basilios erneut großzügig mit 500 Sklaven, 100 Eunuchen, Silber und Teppichen. Miniatur aus der Chronik des Johannes Skylitzes, 12. Jahrhundert.

Danielis oder Danelis (Δανιηλίς, Daniēlís, bl. im 9. Jahrhundert, * um 820; † um 890 in Naupaktos?) war eine verwitwete byzantinische Adlige aus Patras, die den späteren Begründer der makedonischen Dynastie der byzantinischen Kaiser Basileios I. gefördert und finanziert haben soll. Von ihm erhielt sie 867 den Ehrentitel „Mutter des Kaisers“ (basileo mētōr). Aufgrund ihres außerordentlichen Reichtums geht die Forschung davon aus, dass sie nicht nur Großgrundbesitzerin, sondern auch Anführerin eines halbunabhängigen Slawenstammes war, der nach ihrem Tod in das Reich integriert wurde.

## Leben
Danielis’ Person und Leben wird in der Vita Basilii, dem Buch V der Theophanes Continuatus genannten Sammlung, und im Synopsis Historion des Johannes Skylitzes beschrieben.
Danielis lebte im 9. Jahrhundert, sie war eine sehr vermögende Großgrundbesitzerin und Textil- und Teppichfabrikantin in der Nähe von Patras auf der Peloponnes und auf der anderen Seite des Golfs von Korinth in Naupaktos. Als sich Theophilitzes, ein Verwandter von Bardas, dem Onkel des Kaisers Michael III., in den 850er Jahren in Patras aufhielt, lernte Danielis in dessen Gefolge Basileios kennen und wurde seine Gönnerin.
Nach seiner Thronbesteigung ließ Basileios I. sie auf ihren Wunsch zusammen mit ihrem Sohn Ioannes nach Konstantinopel kommen und empfing sie dort mit großen Ehren. Die Reise von der Peloponnes unternahm Danielis in einer jeweils von zehn Trägern aus 300 Dienern getragenen Sänfte, und sie brachte dem Kaiser überreichlich Geschenke: 500 Haussklaven, darunter 100 als Leibwächter ausgebildete, 100 Seidenstickerinnen sowie Teppiche, Stoffe, Silber- und Goldgeräte. Für die von Basileios I. erbaute Nea Ekklēsia stiftete Danielis wertvolle Teppiche, die den gesamten Boden der Kirche bedeckten. Der Kaiser empfing sie im Gegenzug mit großen Ehren und vergab ihr unter anderem den Ehrentitel „Mutter des Kaisers“. Die Rückreise soll mit ähnlichem Aufwand erfolgt sein.
Nach dem Tod von Basileios I. unternahm Danielis die Reise nach Konstantinopel ein weiteres Mal. Sie lernte Kaiser Leo VI. kennen, beschenkte auch ihn überreich und setzte ihn als Erben ein, da ihr Sohn Ioannes bereits gestorben war.  Zurückgekehrt in die Peloponnes starb sie in hohem Alter. Bei der Testamentsvollstreckung in Naupaktos durch einen von Leon VI. gesandten Vertrauten, den Protospatharios Zenobios, wurden große Vermögenswerte festgestellt; ihr Reichtum soll eher dem einer Herrscherin als dem einer Privatperson entsprochen haben: Von ihren Sklaven wurden 3.000  freigelassen und in Unteritalien angesiedelt. Am Ende blieben dem Kaiser nach Ausführung aller Verfügungen noch achtzig Landgüter übrig.

## Rezeption
Ilias Anagnostakis hat 1989 vorgeschlagen, dass Danielis eine rein literarische Fiktion ist, die von Kaiser Konstantin Porphyrogennetos, dem Enkel von Basileios I. und Autor der Vita Basilii, zu propagandistischen Zwecken geschaffen wurde.
Danielis Beziehung zu Basileios I. ist nach dem Vorbild der Beziehung zwischen König Salomon und der Königin von Saba einerseits und nach dem Alexanderroman mit dem Besuch Alexanders des Großen im Land Brasiacus bei Königin Candacis andererseits modelliert. Die Parallelen sollen Legitimität und heroischen Status der makedonischen Dynastie, die auch von Alexander abstammen soll, verdeutlichen.
Die Hypothese einer reinen Fiktion wurde von Ihor Ševčenko allerdings 1992 zurückgewiesen. Aber selbst wenn sie nicht existierte, beruht die Darstellung sicher auf der realen Situation von wohlhabenden und unabhängigen Frauen in der byzantinischen Gesellschaft des 9. Jahrhunderts.
Judy Chicago widmete ihr eine Inschrift auf den dreieckigen Bodenfliesen des Heritage Floor ihrer Installation The Dinner Party. Die mit dem Namen Damelis beschrifteten Porzellanfliesen sind dem Platz mit dem Gedeck für Theodora I. zugeordnet.